# Propiedades antimicrobianas del cobre
El cobre y sus aleaciones (latones, bronces, cuproníquel, cobre-níquel-zinc y otros) son materiales antimicrobianos naturales. Las civilizaciones antiguas explotaron las propiedades antimicrobianas del cobre mucho antes de que se entendiera el concepto de microbios en el siglo XIX.  Además de varias preparaciones medicinales de cobre, también se observó hace siglos que el agua contenida en recipientes de cobre o transportada en sistemas de transporte de cobre era de mejor calidad (es decir, poca o nula formación visible de lodo o bioincrustaciones) que el agua contenida o transportada en otros materiales. 
Las propiedades antimicrobianas del cobre aún se encuentran bajo investigación activa. Los mecanismos moleculares responsables de la acción antibacteriana del cobre han sido objeto de una intensa investigación. Los científicos también están demostrando activamente la eficacia intrínseca de las "superficies táctiles" de aleación de cobre para destruir una amplia gama de microorganismos que amenazan la salud pública.
Las propiedades antimicrobianas del cobre han encontrado diversas aplicaciones, como su uso en superficies hopitalarias, la producción de sanitizantes domésticos, su incorporación en fibras textiles (para la fabricación de mascarillas y calcetines para pie diabético o pie de atleta, por ejemplo), e incluso la producción de arte microbiano.

## Mecanismos de acción
En 1852, Victor Burq descubrió que los que trabajaban con cobre tenían muchas menos muertes por cólera que cualquier otra persona, e hizo una investigación exhaustiva que lo confirmó. En 1867 presentó sus hallazgos a las Academias Francesas de Ciencia y Medicina, informándoles que aplicar cobre en la piel era eficaz para prevenir que alguien contrajera cólera.
El efecto oligodinámico se descubrió en 1893 como un efecto tóxico de los iones metálicos sobre células vivas, algas, mohos, esporas, hongos, virus, microorganismos procarióticos y eucarióticos, incluso en concentraciones relativamente bajas. Este efecto antimicrobiano lo demuestran los iones de cobre, así como mercurio, plata, hierro, plomo, zinc, bismuto, oro y aluminio.
En 1973, los investigadores de Battelle Columbus Laboratories llevaron a cabo una búsqueda exhaustiva de literatura, tecnología y patentes que trazó la historia de la comprensión de las "propiedades bacteriostáticas y desinfectantes de las superficies de cobre y aleaciones de cobre", que demostró que el cobre, en cantidades muy pequeñas, tiene el poder de controlar una amplia gama de mohos, hongos, algas y microbios dañinos. De las 312 citas mencionadas en la revisión durante el período de tiempo 1892-1973, las siguientes observaciones son dignas de mención:
- El cobre inhibe Actinomucor elegans, Aspergillus niger, Bacterium linens, Bacillus megaterium, Bacillus subtilis, Brevibacterium erythrogenes, Candida utilis, Penicillium chrysogenum, Rhizopus niveus, Saccharomyces mandshuricus y Saccharomyces cerevisiae en concentraciones superiores a 10 g/L.[9]
- Candida utilis (anteriormente, Torulopsis utilis) se inhibe completamente a de concentraciones de cobre 0.04 g/L.[10]
- El Tubercle bacillus es inhibido por el cobre como cationes simples o aniones complejos en concentraciones de 0.02 a 0.2 g/L.[11]
- El cobre metálico inhibe el crecimiento de Achromobacter fischeri y Photobacterium phosphoreum.[12]
- La división celular de Paramecium caudatum se reduce mediante placas de cobre colocadas sobre cubiertas de placas de Petri que contienen infusorios y medios nutritivos.[13]
- El poliovirus se inactiva diez minutos después de la exposición al cobre con ácido ascórbico.[14]

Un artículo sondeó algunos de los mecanismos antimicrobianos del cobre y citó no menos de 120 investigaciones sobre la eficacia de la acción del cobre sobre los microbios. Los autores señalaron que los mecanismos antimicrobianos son muy complejos y tienen lugar de muchas formas, tanto dentro de las células como en los espacios intersticiales entre las células.
Ejemplos de algunos de los mecanismos moleculares señalados por varios investigadores incluyen los siguientes:
- El cobre puede alterar la estructura tridimensional de las proteínas, por lo que las proteínas ya no pueden realizar sus funciones normales. El resultado es la inactivación de bacterias o virus.[15]
- Los complejos de cobre forman radicales que inactivan los virus.[16][17]
- El cobre puede alterar las estructuras y funciones de las enzimas al unirse a grupos de proteínas que contienen azufre o carboxilato y grupos amino.[18]
- El cobre puede interferir con otros elementos esenciales, como el zinc y el hierro.
- El cobre facilita la actividad deletérea en los radicales superóxido. Las reacciones redox repetidas en macromoléculas específicas del sitio generan radicales HO•, lo que provoca "daños por golpes múltiples" en los sitios objetivo.[19][20]
- El cobre puede interactuar con los lípidos, provocando su peroxidación y abriendo agujeros en las membranas celulares, comprometiendo así la integridad de las células.[21] Esto puede provocar una fuga de solutos esenciales que, a su vez, pueden tener un efecto desecante.
- El cobre daña la cadena respiratoria en las células de Escherichia coli.[22] y se asocia con alteraciones del metabolismo celular.[23]
- Una corrosión más rápida se correlaciona con una inactivación más rápida de microorganismos. Esto puede deberse a una mayor disponibilidad de ion cúprico, Cu2+, que se cree que es responsable de la acción antimicrobiana.
- En experimentos de inactivación de la cepa de la gripe, H1N1, que es casi idéntica a la cepa aviar H5N1 y la cepa H1N1 2009 (gripe porcina), los investigadores plantearon la hipótesis de que la acción antimicrobiana del cobre probablemente ataca la estructura general del virus y, por lo tanto, tiene un efecto de amplio espectro.[24]
  - Los microbios requieren enzimas que contienen cobre para impulsar ciertas reacciones químicas vitales. Sin embargo, el exceso de cobre puede afectar a las proteínas y enzimas de los microbios, inhibiendo así sus actividades. Los investigadores creen que el exceso de cobre tiene el potencial de alterar la función celular tanto dentro de las células como en los espacios intersticiales entre las células, probablemente actuando sobre la envoltura externa de las células.

Actualmente, los investigadores creen que los mecanismos antimicrobianos más importantes para el cobre son los siguientes:
- Los niveles elevados de cobre dentro de una célula provocan estrés oxidativo y la generación de peróxido de hidrógeno. En estas condiciones, el cobre participa en la llamada reacción de Fenton, una reacción química que causa daño oxidativo a las células.
- El exceso de cobre provoca una disminución en la integridad de la membrana de los microbios, lo que conduce a la fuga de nutrientes celulares esenciales específicos, como el potasio y el glutamato. Esto conduce a la desecación y posterior muerte celular.
- Si bien el cobre es necesario para muchas funciones de las proteínas, en una situación de exceso (como en la superficie de una aleación de cobre), el cobre se une a proteínas que no requieren cobre para su función. Esta unión "inapropiada" conduce a la pérdida de función de la proteína y/o la descomposición de la proteína en porciones no funcionales.

Estos posibles mecanismos, así como otros, son objeto de estudio continuo por parte de los laboratorios de investigación académica de todo el mundo.

## Eficacia antimicrobiana de las superficies táctiles de aleación de cobre
Las superficies de aleación de cobre tienen propiedades intrínsecas para destruir una amplia gama de microorganismos. Con el fin de proteger la salud pública, especialmente en entornos sanitarios con poblaciones de pacientes susceptibles, en los últimos diez años se han realizado una gran cantidad de estudios de eficacia antimicrobiana revisados por pares con respecto a la eficacia del cobre para destruir E. coli O157:H7, Staphylococcus aureus resistente a la meticilina  (MRSA), Staphylococcus, Clostridium difficile, virus de la influenza A, adenovirus y hongos. También se investigó el acero inoxidable porque es un material de superficie importante en los entornos sanitarios actuales. Los estudios citados aquí, más otros dirigidos por la Agencia de Protección Ambiental de los Estados Unidos, dieron como resultado el registro en 2008 de 274 aleaciones de cobre diferentes como materiales antimicrobianos certificados que tienen beneficios para la salud pública.

### E. coli
La E. coli O157: H7 produce potentes toxinas que provocan diarrea, dolores intensos y náuseas en las personas infectadas. Los síntomas de infecciones graves incluyen colitis hemolítica (diarrea con sangre), síndrome urémico hemolítico (enfermedad renal) y muerte. E. coli O157:H7 se ha convertido en una grave amenaza para la salud pública debido a su mayor incidencia y porque los niños de hasta 14 años, los ancianos y las personas inmunodeprimidas corren el riesgo de sufrir los síntomas más graves.

#### Eficacia en superficies de cobre
Varios estudios han demostrado que las superficies de aleación de cobre matan a E. coli O157:H7. Más del 99,9% de los microbios de E. coli mueren después de solo 1 a 2 horas con cobre. En superficies de acero inoxidable, los microbios pueden sobrevivir durante semanas.
Los resultados de la destrucción de E. coli O157: H7 en una aleación que contiene 99,9% de cobre (C11000) demuestran que este patógeno muere rápida y casi por completo (más del 99,9% de tasa de destrucción) en noventa minutos a temperatura ambiente (20 °C).  A temperaturas frías (4 °C), más del 99,9% de E. coli O157: H7 muere en 270 minutos. La destrucción de E. coli O157: H7 en varias aleaciones de cobre que contienen 99-100% de cobre (incluidos C10200, C11000, C18080 y C19700) a temperatura ambiente comienza en minutos. A bajas temperaturas, el proceso de inactivación duró aproximadamente una hora más. No se produce una reducción significativa en la cantidad de E. coli O157: H7 viable en acero inoxidable después de 270 minutos.
Se han realizado estudios para examinar la eficacia bactericida sobre el E. coli O157: H7 en 25 aleaciones de cobre diferentes para identificar aquellas aleaciones que brindan la mejor combinación de actividad antimicrobiana, resistencia a la corrosión/oxidación y propiedades de fabricación. Se encontró que el efecto antibacteriano del cobre es intrínseco en todas las aleaciones de cobre probadas. Como en estudios previos, no se observaron propiedades antibacterianas en acero inoxidable (UNS S30400). Además, en confirmación con estudios anteriores, la tasa de caída de E. coli O157:H7 en las aleaciones de cobre es más rápida a temperatura ambiente que a baja temperatura. En su mayor parte, la tasa de muerte bacteriana de las aleaciones de cobre aumentó con el aumento del contenido de cobre de la aleación.

#### Eficacia en latón, bronce, aleaciones de cobre-níquel
Los latones, que se utilizaron con frecuencia para pomos de puertas y placas de empuje en décadas pasadas, también demuestran eficacia bactericida, pero dentro de un marco de tiempo algo más largo que el cobre puro. Los nueve latones probados fueron casi completamente bactericidas (más del 99,9% de tasa de muerte) a 20 °C en 60–270 minutos. Muchos latones eran casi completamente bactericidas a los 4 °C en 180–360 minutos.
La tasa de muerte microbiana total en cuatro bronces varió entre 50 y 270 minutos a 20 °C, y de 180 a 270 minutos a 4 °C.
La tasa de destrucción de E. coli O157 en las aleaciones de cobre y níquel aumentó con el aumento del contenido de cobre. Se logró un recuento de bacterias cero a temperatura ambiente después de 105-360 minutos para cinco de las seis aleaciones. A pesar de no lograr una muerte completa, la aleación C71500 logró una caída de 4 log en la prueba de seis horas, lo que representa una reducción del 99,99% en la cantidad de organismos vivos.

#### Eficacia en acero inoxidable
A diferencia de las aleaciones de cobre, el acero inoxidable (S30400) no presenta ningún grado de propiedades bactericidas contra E. coli O157:H7. Este material, que es uno de los materiales de superficie táctil más comunes en la industria de la salud, permite que la E. coli O157: H7 tóxica permanezca viable durante semanas. No se observaron recuentos bacterianos cercanos a cero incluso después de 28 días de investigación. Las fotografías de epifluorescencia han demostrado que E. coli O157: H7 muere casi por completo en la aleación de cobre C10200 después de solo 90 minutos a 20 °C; mientras que un número sustancial de patógenos permanece en el acero inoxidable S30400.

### MRSA
Staphylococcus aureus resistente a la meticilina (MRSA) es una cepa de bacterias peligrosa porque es resistente a los antibióticos beta-lactámicos. Las cepas recientes de la bacteria, EMRSA-15 y EMRSA-16, son altamente transmisibles y duraderas. Esto es de suma importancia para quienes se preocupan por reducir la incidencia de infecciones por MRSA adquiridas en el hospital.
En 2008, después de evaluar un amplio cuerpo de investigación ordenado específicamente por la Agencia de Protección Ambiental de los Estados Unidos (EPA), la EPA otorgó las aprobaciones de registro en 2008, otorgando que las aleaciones de cobre matan más del 99,9% de MRSA en dos horas.
Investigaciones posteriores realizadas en la Universidad de Southampton (Reino Unido) compararon la eficacia antimicrobiana del cobre y varios productos de recubrimiento patentados sin cobre para matar MRSA. A los 20 °C, la caída de organismos MRSA en la aleación de cobre C11000 es dramática y casi completa (más del 99,9% de tasa de destrucción) en 75 minutos. Sin embargo, ni un producto a base de triclosán ni dos tratamientos antimicrobianos a base de plata (Ag-A y Ag-B) mostraron una eficacia significativa contra MRSA. El acero inoxidable S30400 no mostró ninguna eficacia antimicrobiana.
En 2004, el equipo de investigación de la Universidad de Southampton fue el primero en demostrar claramente que el cobre inhibe el MRSA. En las aleaciones de cobre - C19700 (99% de cobre), C24000 (80% de cobre) y C77000 (55% de cobre) - se lograron reducciones significativas en la viabilidad a temperatura ambiente después de 1,5 horas, 3,0 horas y 4,5 horas, respectivamente. Las eficacias antimicrobianas más rápidas se asociaron con un mayor contenido de aleación de cobre. El acero inoxidable no mostró ningún beneficio bactericida.

### Clostridium difficile
Clostridium difficile, una bacteria anaerobia, es una de las principales causas de enfermedades potencialmente mortales, incluidas las infecciones diarreicas nosocomiales, especialmente en los países desarrollados. Las endosporas de C. difficile pueden sobrevivir hasta cinco meses en superficies. El patógeno se transmite con frecuencia a través de las manos de los trabajadores de la salud en entornos hospitalarios. C. difficile es una infección hospitalaria líder en el Reino Unido, y rivaliza con MRSA como el organismo más común para causar infecciones adquiridas en el hospital en los EE. UU. Es responsable de una serie de complicaciones de salud intestinal, a menudo referidas colectivamente como Enfermedad asociada a Clostridium difficile (CDAD).
Recientemente se evaluó la eficacia antimicrobiana de varias aleaciones de cobre contra Clostridium difficile. Se estudió la viabilidad de las esporas y células vegetativas de C. difficile en las aleaciones de cobre C11000 (99,9% de cobre), C51000 (95% de cobre), C70600 (90% de cobre), C26000 (70% de cobre) y C75200 (65% de cobre). Se utilizó acero inoxidable (S30400) como control experimental. Las aleaciones de cobre redujeron significativamente la viabilidad tanto de las esporas de C. difficile como de las células vegetativas. En C75200, se observó una muerte casi total después de una hora (sin embargo, a las seis horas el C. difficile total aumentó y disminuyó más lentamente después). En C11000 y C51000, se observó una muerte casi total después de tres horas, luego una muerte total en 24 horas en C11000 y 48 horas en C51000. En C70600, se observó una muerte casi total después de cinco horas. En C26000, se logró una muerte casi total después de 48 horas. En acero inoxidable, no se observaron reducciones en los organismos viables después de 72 horas (tres días) de exposición y no se observó una reducción significativa dentro de las 168 horas (una semana).

### Influenza A
La influenza, comúnmente conocida como gripe, es una enfermedad infecciosa de un patógeno viral diferente al que produce el resfriado común. Después de la incubación durante una hora en cobre, las partículas del virus de la influenza A activo se redujeron en un 75%. Después de seis horas, las partículas se redujeron en cobre en un 99,999%. Se descubrió que el virus de la influenza A sobrevive en grandes cantidades en acero inoxidable.
Una vez que las superficies están contaminadas con partículas de virus, los dedos pueden transferir partículas hasta otras siete superficies limpias. Debido a la capacidad del cobre para destruir las partículas del virus de la influenza A, el cobre puede ayudar a prevenir la contaminación cruzada de este patógeno viral.

### Adenovirus
El adenovirus es un grupo de virus que infectan el tejido que recubre las membranas de las vías respiratoria y urinaria, los ojos y los intestinos. En un estudio, el 75% de las partículas de adenovirus se inactivaron en cobre (C11000) en una hora. En seis horas, se inactivó el 99,999% de las partículas de adenovirus, mientras que el 50% de las partículas de adenovirus sobrevivieron en acero inoxidable.

### Hongos
La eficacia antifúngica del cobre se comparó con el aluminio en los siguientes organismos que pueden causar infecciones humanas: Aspergillus spp., Fusarium spp., Penicillium chrysogenum, Aspergillus niger y Candida albicans. Se encontró una mayor extinción de esporas de hongos en las superficies de cobre en comparación con el aluminio. 